# Flavus
Flavus (lateinisch „der Blonde“) war der Sohn des cheruskischen Anführers Segimer und der jüngere Bruder von Arminius, der in der Varusschlacht die Römer schlug.
Flavus’ tatsächlicher germanischer Name ist wie der des Arminius nicht überliefert. Beide Söhne, Flavus wie Arminius, waren vermutlich als Geiseln von Segimer an Rom übergeben worden, wurden römisch ausgebildet und dienten als Offiziere der Hilfstruppen.
Im Gegensatz zu seinem Bruder, der die führende Figur des Aufstands gegen die Römer in Germanien wurde und eine römische Armee in der Varusschlacht vernichtend schlug, blieb Flavus der römischen Lebensart treu.
Aus dem berühmten Streitgespräch mit Arminius am Weserübergang im Jahr 16 n. Chr. im Rahmen der Germanicus-Feldzüge ist bekannt, dass Flavus im Kampf für Rom ein Auge verloren hatte. Er hatte einen Sohn namens Italicus, der auf römischem Gebiet, vermutlich in Ravenna, aufwuchs.